# George Schroth
George Edward Schroth, född 31 december 1899 i Sacramento i Kalifornien, död 26 januari 1989 i Los Molinos  i Tehama County i Kalifornien, var en amerikansk vattenpolospelare. Schroth ingick i USA:s landslag vid olympiska sommarspelen 1924 och 1928. USA tog OS-brons i herrarnas vattenpolo i Paris.